# Paracladius alpicola
Paracladius alpicola är en tvåvingeart som först beskrevs av Zetterstedt 1850.  Paracladius alpicola ingår i släktet Paracladius och familjen fjädermyggor. Arten är reproducerande i Sverige. Inga underarter finns listade i Catalogue of Life.